# Peliala anda
Peliala anda là một loài bướm đêm trong họ Erebidae.